# 戈諾拉塔
47°48′59″N 29°26′25″E / 47.81639°N 29.44028°E
霍諾拉塔（烏克蘭語：Гонората）是位於烏克蘭西南部的村莊，由敖德萨州波季利斯克区的庫亞利尼克市鎮負責管轄。該村始建於1861年，面積2.12平方公里，海拔高度140米，2001年人口698，人口密度每平方公里329.25人。